# NGC 5824
NGC 5824 ist ein Kugelsternhaufen im Sternbild Wolf an der Grenze zum Sternbild Zentaur. NGC 5824 hat eine scheinbare visuelle Helligkeit von 9,1 mag und einen Winkeldurchmesser von 7,4 Bogenminuten. Die Entfernung beträgt etwa (33 ± 3) kpc von der Sonne und etwa 25 kpc vom galaktischen Zentrum.
Entdeckt wurde das Objekt am 14. Mai 1826 vom schottischen Astronomen James Dunlop.